# Julián Clavería (escultura)

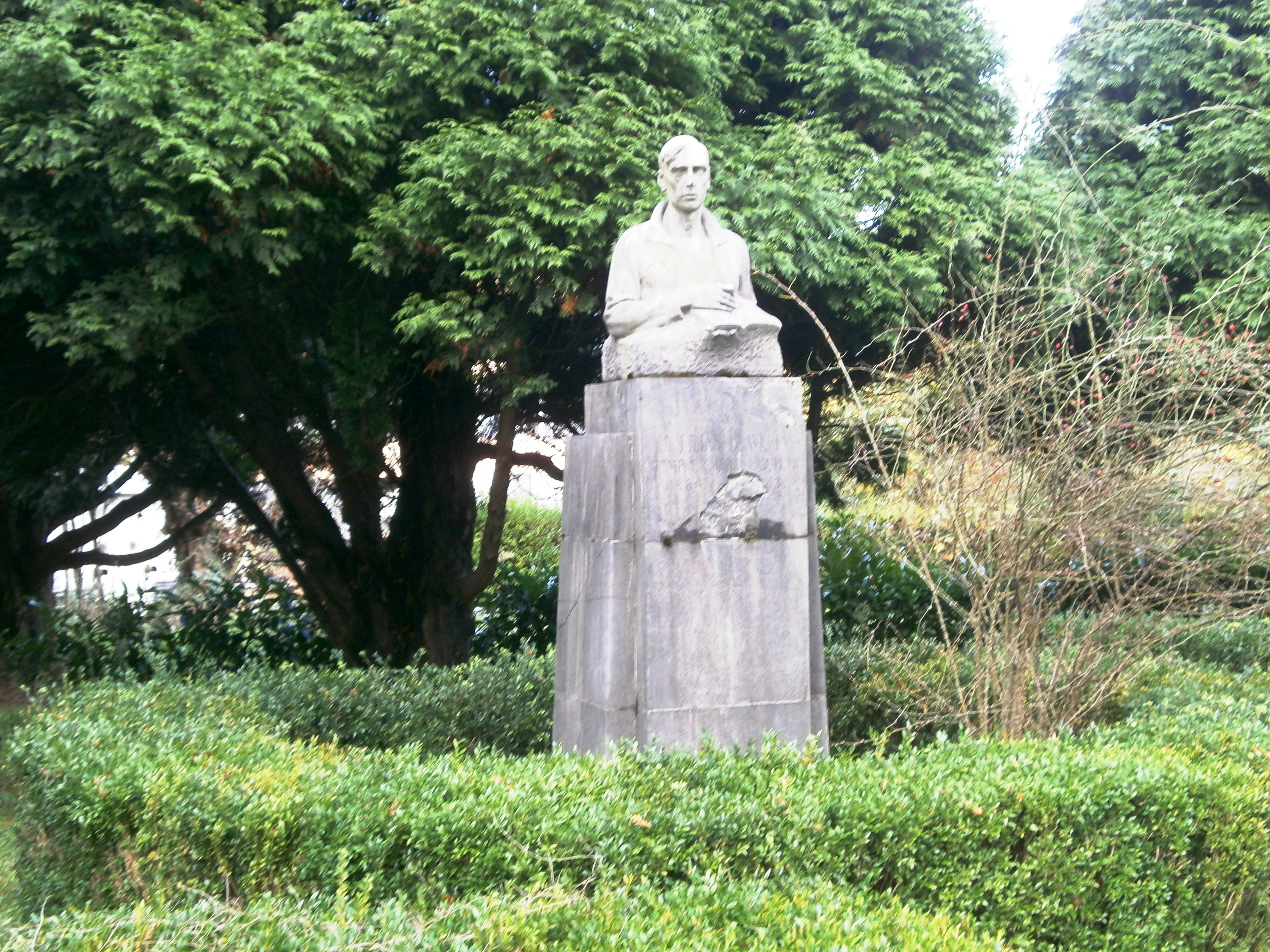

La escultura urbana conocida por el nombre Doctor Julián Clavería, ubicada en la calle Emilio Rodríguez Vigil, en la ciudad de Oviedo, Principado de Asturias, España, es una de las más de un centenar que adornan las calles de la mencionada ciudad española.
El paisaje urbano de esta ciudad,  se ve adornado por  obras escultóricas, generalmente monumentos conmemorativos dedicados a personajes de especial relevancia en un primer momento, y más puramente artísticas desde finales del siglo XX.
La escultura, hecha en piedra, es obra de Víctor Hevia, y está datada en 1944.
Se trata de un sencillo busto, instalado sobre un pedestal de piedra, en los jardines ubicados ante la fachada principal del Hospital General de Asturias. Quiere rendir homenaje y servir de recuerdo del doctor Julián Clavería y Gonzalo. Es representado de joven, informalmente vestido, en actitud de pasar las hojas de un libro que sostiene entre sus manos.